# Les Masies de Roda
Les Masies de Roda település Spanyolországban, Barcelona tartományban. Lakosainak száma 750 fő (2024).

## Földrajza
Les Masies de Roda L’Esquirol, Tavertet, Vilanova de Sau, Tavèrnoles, Gurb, Manlleu és Roda de Ter községekkel határos.

## Népesség
A település lakosságának változását az alábbi diagram mutatja:
| Lakosok száma | 420  | 605  | 871  | 609  | 655  | 719  | 758  | 737  | 700  | 750  |
|               | 1857 | 1910 | 1945 | 1965 | 1991 | 2005 | 2010 | 2014 | 2019 | 2024 |